# Mormonia bella
Mormonia bella är en fjärilsart som beskrevs av Butler 1877. Mormonia bella ingår i släktet Mormonia och familjen nattflyn. Inga underarter finns listade i Catalogue of Life.